# Keanu Staude
Keanu Staude (Bielefeld, 26 gennaio 1997) è un calciatore tedesco, centrocampista del Kickers Offenbach.

## Caratteristiche tecniche
È un centrocampista centrale.

## Palmarès

### Club

#### Competizioni nazionali
- Campionato tedesco di seconda divisione: 1

Arminia Bielefeld: 2019-2020